# Theo y Hugo, París 5:59
Théo y Hugo, París 05:59 (Théo et Hugo dans le même bateau en original en francés) es una película dramática romántica escrita y dirigida por Olivier Ducastel y Jacques Martineau, estrenada en 2016.
Fue seleccionada en la categoría «Panorama» y proyectada en el Festival Internacional de Cine de Berlín en febrero de 2016 donde los directores obtuvieron el premio Teddy Award del público.

## Sinopsis
Dos hombres están manteniendo relaciones sexuales con otros hombres en un club homosexual de París cuando de repente se cruzan y tienen un flechazo. Mantienen una relación sexual sin protección y, a partir de ahí, aprenderán a conocerse y respetarse durante la noche de París.

## Ficha técnica
- Título original: Théo et Hugo dans le même bateau
- Título internacional: París 05:59
- Dirección: Olivier Ducastel y Jacques Martineau
- Guion: Olivier Ducastel y Jacques Martineau
- Decorados: Barnabé de Hauteville
- Fotografía: Manuel Marmier
- Sonido: Tristan Pontécaille
- Montaje: Pierre Deschamps
- Música: Karelle-Kuntur
- Producción: Emmanuel Chaumet
- Productoras: Ecce Películas; Épicentre Películas (coproducción)
- Distribuidora: Épicentre Películas
- País de origen: Francia
- Lengua original: francés
- Género: drama romántico
- Duración: 97 minutos
- Fechas de estreno:
  - Alemania: 15 de febrero de 2016 (Berlinale)
  - Francia: 2 de marzo de 2016 (Festival d'Écrans Mixtes de Lyon); 20 de abril de 2016 (Rencontres cinématographiques In&Out); 27 de abril de 2016 (estreno nacional en Francia)
  - España: 15 de julio de 2016 FIRE! Mostra Internacional de Cinema Gai i Lesbià de Barcelona.

## Reparto
- Geoffrey Couët: Théo
- François Nambot: Hugo
- Georges Daaboul: el vendedor sirio
- Élodie Adler: la enfermera
- Claire Deschamps: la interna
- Jeffry Kaplow: el vecino
- Marieff Ditier: la mujer del metro

## Distinciones

### Nominaciones y selecciones
- Berlinale 2016: selección «Panorama»[1]
- Festival Internacional de Cine de Guadalajara: selección «Premio Maguey»
- Rencontres cinématographiques In&Out: festival de cine Gay y Lesbiana de Niza: Selección «Esperluette du Meilleur Long Métrage»

### Premios
- Berlinale 2016: Premio del Público Teddy Award[1]
- Festival Internacional de Cine de Guadalajara: Premio Maguey
- Rencontres cinématographiques In&Out: festival de cine Gay y Lesbiana de Niza: Premio del público
- Festival de cine de Cabourg 2016: Premios actores revelación para François Nambot y Geoffrey Couët
- Festival FilmOut San Diego: Premio a la mejor película internacional y Premio al mejor actor para François Nambot y Geoffrey Couët.